# Gabriel Moore

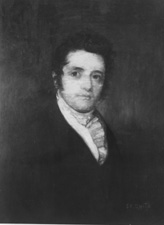
Gabriel Moore

Gabriel Moore (* 1. Januar 1785 im Stokes County, North Carolina; † 9. Juni 1845 in Caddo, Texas) war ein US-amerikanischer Politiker (Demokratische Partei) und der 5. Gouverneur von Alabama. Außerdem vertrat er diesen Bundesstaat in beiden Kammern des Kongresses.

## Frühe Jahre und politischer Aufstieg
Gabriel Moore, Sohn von Matthew und Letitia More, studierte Jura an der University of North Carolina und wurde 1810 in North Carolina als Anwalt zugelassen. Anschließend zog er ins Mississippi-Territorium, wo er sich in Huntsville niederließ. Dort praktizierte er als Anwalt und ging später in die Politik. Moore war Mitglied der Abgeordnetenhäuser von Mississippi und Alabama, wo er 1817 die Rolle des Speakers innehatte. Ferner war er 1819 Mitglied des Verfassungskonvents von Alabama, sowie zwischen 1819 und 1820 des Senats von Alabama, dessen Vorsitzender er 1820 war. Später wurde er mehrmals ins US-Repräsentantenhaus gewählt, wo er zwischen 1821 und 1829 tätig war.

## Gouverneur von Alabama
Moore entschloss sich 1829 für das Amt des Gouverneurs von Alabama zu kandidieren. Er wurde am 3. August 1829, praktisch ohne Gegenkandidat, gewählt. Seine Vereidigung fand am 25. November 1829 statt. Während seiner Amtszeit wurde eine Änderung der Staatsverfassung verabschiedet, die ein Sechsjahreslimit für die Richter des Supreme Court von Alabama setzte. Die erste Eisenbahn wurde entworfen und mit dem Bau des Tennessee River Canal im Muscle-Shoals-Gebiet wurde begonnen. Ferner wurde der Vertrag von Dancing Rabbit Creek ausgehandelt. Moore war gegen die Gründung der US-Bank gewesen, verteidigte den Abschluss von öffentlichen Landverkäufen, drängte zu einer Änderung des Strafgesetzbuchs und setzte sich für die Schaffung einer staatlichen Strafanstalt ein. Ferner war er auch ein überzeugter Verfechter der University of Alabama, die kurz vor ihrer Eröffnung stand.

## Senator von Alabama
Moore, der als einer von den tüchtigsten und schillerndsten ersten Gouverneuren betrachtet wurde, wurde 1831 in den US-Senat gewählt. Daraufhin trat er am 3. März 1831 vorzeitig als Gouverneur zurück, um am folgenden Tag sein Amt als Senator antreten zu können. Anschließend wurde er noch zwei weitere Male wiedergewählt. Er diente von 1831 bis 1837 im US-Senat. Später zog er 1843 nach Caddo in Texas, wo er ein Jahr später auch verstarb. Er war mit Mary P. Caller verheiratet, jedoch ließen sie sich wieder scheiden.